# 四條畷神社
四條畷神社（しじょうなわてじんじゃ）は、大阪府四條畷市にある神社。旧社格は別格官幣社で、現在は神社本庁の別表神社。建武中興十五社の一社。大阪みどりの百選に選ばれている。
南朝の将として戦い、四條畷の戦いで敗死した楠木正行を主祭神としている。父の楠木正成が大楠公（だいなんこう）と呼ばれるのに対して、嫡男の楠木正行は小楠公（しょうなんこう）と呼ばれるが、地元四條畷市民や隣接する大東市民の間では単に「楠公さん」といえば正行や当社を指す場合が多い。1975年（昭和50年）には「楠公」という町名まで誕生し、他にも周辺に楠公と付く地名が複数誕生している。
境内やその周辺には桜が多く植えられており、春は多くの花見客でにぎわう。

## 祭神
- 主祭神 - 楠木正行

他、楠木一族の将士24柱を配祀している。
- 楠木正時、楠木正家、楠木正家子息
- 和田賢秀、和田正朝、和田紀六左衛門、和田紀六左衛門子息、和田紀六左衛門子息
- 大塚惟久、畠山與三職俊、畠山六郎、野田四郎、野田四郎子息、野田四郎子息
- 金岸（某）、金岸（某）弟、関住良円、関住良円子息、三輪西阿、三輪西阿子息
- 河邊石掬丸、譽田（某）、阿間了願、青屋刑部

## 歴史
正平3年（1348年）1月、この地で四條畷の戦いが行われ、高師直・師泰兄弟が率いる北朝軍に南朝軍は敗北し、楠木正行、正時兄弟が自害したのを始め、多くの楠木一族が戦死した。その後、正行が自害した河内国讃良郡南野村字雁屋に「楠塚」と呼ばれる正行の墓が作られ、ひっそりと菩提が弔われた。
しかし、明治時代になると明治政府によって南朝が正統とされ、正行の父である楠木正成が大楠公（だいなんこう）として神格化されると、その父の遺志を継いで南朝のために戦い命を落とした嫡男の正行も小楠公（しょうなんこう）と呼ばれ、崇められるようになった。それに伴い、1878年（明治11年）に楠塚は「小楠公御墓所」と改められて整備され、その規模が拡大された。
同じ頃、南野村飯盛山の山麓にある住吉平田神社の神職らが中心となり、楠木氏らを祀る神社の創建を政府に願い出た結果、1889年（明治22年）12月16日に神社創立と別格官幣社四條畷神社の社号の宣下が勅許され、翌1890年（明治23年）に住吉平田神社の南隣の地に創建された。
創建以降、1895年（明治28年）に浪速鉄道が大阪市中心部から当社近くの四条畷駅まで開業するなどして四條畷神社周辺は大いに栄えることとなり、所在地の讃良郡甲可村（南野村ほか6ヶ村合併による）には「四條畷」と付く施設が次第に増え、「四條畷」は甲可村の別称のようになっていった。1932年（昭和7年）に甲可村はついに四條畷村に改称するに至り、これが現市名にまで継承されている。同年には浪速鉄道から転じて国鉄路線となっていた片町線の四条畷駅以西において関西国鉄初の電車の運転が開始されるなどして、四條畷神社創建をきっかけに周辺一帯は北河内地方随一の大市街地に発展し、その賑わいは現在も続いている。
1948年（昭和23年）に神社本庁の別表神社に加列されている。
当社の西には小楠公御墓所（大阪府指定史跡）が、北西には和田賢秀の墓（大阪府指定史跡）がある。

## 境内
- 本殿
- 拝殿
- 楠木正成・正行父子の「桜井の別れ」の像 - 忠孝両全と書かれている。
- 御妣（みおや）神社 - 祭神：久子刀自命（正行の母・久子）。摂社。
- 拝所
- 正行・久子母子の像 - 貞仁両全と書かれている。
- 鳥居 - 1990年（平成2年）に創建100周年記念として伊勢神宮から贈られた。
- 楠天神社 - 祭神：菅原道真
- 有源招魂社 - 祭神：内外古今の先哲先人の御霊。もともとは飯盛山の東にある有源山にあった成人教学研修所に祀られていたが、2007年（平成19年）4月7日に現在地に祭神を移して建立された。
- 楠公慰霊塔 - 楠木正成の供養塔。五輪塔の形式ではあるが、丸い水輪の石が二つある変わった形をしている。大阪府豊中市の山中で発見された古い塔で、1991年（平成3年）に現在地に移された。
- 社務所
- 休憩所 - かつては展望台であったが、現在は木々が育って展望はあまり良くない。
- 四條畷神社会館
- 境外
  - 小楠公御墓所（大阪府指定史跡） - 楠木正行の墓のほか、大阪府指定天然記念物のくすがある。
  - 和田賢秀の墓（大阪府指定史跡）

## 文化財

### 重要文化財
- 太刀 銘：包永 - 鎌倉時代。大阪歴史博物館寄託。

### 大阪府指定史跡
- 伝楠木正行墓
- 伝和田賢秀墓

### 大阪府指定天然記念物
- 四條畷楠木正行墓のくす

## 例祭
- 春季大祭・4月5日、秋季大祭・10月5日

## 前後の札所
建武中興十五社
なにわ七幸めぐり
神仏霊場巡拝の道
60 枚岡神社　-　61 四條畷神社　-　62 水無瀬神宮

## 交通アクセス
- JR西日本片町線（学研都市線） 四条畷駅から徒歩15分

## 関連図書
- 『別格官幣社四条畷神社社誌 補訂』四条畷神社々務所、1938年。NDLJP:1098022。
- 二六興信所編纂　山田米吉編『勤王事蹟別格官幣社精史』82〜85頁　二六興信所　1935年（国立国会図書館デジタルコレクション）
- 安津素彦・梅田義彦編集兼監修者『神道辞典』神社新報社、1968年、32頁
- 白井永二・土岐昌訓編集『神社辞典』東京堂出版、1979年、163-164頁